# 미원교육도서관
미원교육도서관(米院敎育圖書館)은 대한민국 충청북도 청주시 상당구 미원면 미원리 소재의 도서관이다.

## 연혁
- 1988. 06. 15 청원군도서관설치조례 제정
- 1988. 12. 05 청원군도서관 건물 준공
- 1988. 12. 15 개관
- 1991. 03. 25 청원도서관으로 명칭 변경
- 1997. 10. 11 도서관 전산화 완료
- 2000. 11. 23 충청북도 청원평생학습관 지정
- 2001. 12. 21 KOLASⅡ(표준자료관리시스템) 설치
- 2002. 11. 29 도서관 내부 난방시설(1, 2층 20대)
- 2003. 12. 01 디지털 자료실 설치
- 2008. 01. 01 충청북도 청원지역 평생학습관 재지정
- 2011. 01. 01 충청북도 청원지역 평생학습관 재지정
- 2016. 09. 01 충청북도중앙도서관 분관 미원도서관으로 명칭 변경
- 2019. 03. 01 충청북도교육도서관 미원교육도서관 명칭변경

## 시설현황
1층 : 사무실, 자유열람실, 디지털자료실
2층 : 평생학습실, 아동자료실, 자료대출실, 종합자료실
시간
- 종합자료실: 09:00 ~ 18:00(연중)
- 디지털자료실: 09:00 ~ 18:00(연중)
- 자유열람실: 09:00 ~ 21:00(연중)

휴관일 안내
- 매주 월요일
- 일요일을 제외한 법정공휴일(일요일과 공휴일이 중복될 경우는 휴관함)
- 1월 1일, 설날연휴, 추석연휴
- 도서관장이 도서관운영상 임시로 정한 날